# Hague (Dakota del Nord)
Hague è un centro abitato (city) degli Stati Uniti d'America, situato nella Contea di Emmons nello Stato del Dakota del Nord. Nel censimento del 2000 la popolazione era di 91 abitanti. La città è stata fondata nel 1902.

## Geografia fisica
Secondo i rilevamenti dell'United States Census Bureau, la località di Hague si estende su una superficie di 0,70 km², tutti occupati da terre.

## Popolazione
Secondo il censimento del 2000, a Hague vivevano 91 persone, ed erano presenti 16 gruppi familiari. La densità di popolazione era di 127 ab./km². Nel territorio comunale si trovavano 27 unità edificate. Per quanto riguarda la composizione etnica degli abitanti, il 96,70% era bianco, l'1,10% era afroamericano e il 2,20% era nativo. La popolazione di ogni razza ispanica corrispondeva all'1,10% degli abitanti.
Per quanto riguarda la suddivisione della popolazione in fasce d'età, il 17,6% era al di sotto dei 18, lo 0% fra i 18 e i 24, il 25,3% fra i 25 e i 44, il 14,3% fra i 45 e i 64, mentre infine il 42,9% era al di sopra dei 65 anni di età. L'età media della popolazione era di 65 anni. Per ogni 100 donne residenti vivevano 95,5 maschi.